# Тарасівка (Олександрійський район)
Тара́сівка — село в Україні, у Попельнастівській сільській громаді Олександрійського району Кіровоградської області. Населення становить 214 осіб.

## Населення
Згідно з переписом УРСР 1989 року чисельність наявного населення села становила 212 осіб, з яких 90 чоловіків та 122 жінки.
За переписом населення України 2001 року в селі мешкали 233 особи.

### Мова
Розподіл населення за рідною мовою за даними перепису 2001 року:
| Мова       | Відсоток |
| ---------- | -------- |
| українська | 93,46 %  |
| російська  | 4,21 %   |
| вірменська | 1,87 %   |
| молдовська | 0,47 %   |